# Agonum pallipes
Agonum pallipes es una especie de escarabajo del género Agonum, familia Carabidae. Fue descrita científicamente por Fabricius en 1787.
Esta especie se encuentra en América del Norte.